# Vila do Conde
Vila do Conde ist eine Stadt im Nordwesten Portugals, 32 Straßenkilometer nördlich von Porto an der Mündung des Flusses Ave in den Atlantik.

## Die Stadt

### Geschichte
Bereits die Römer gründeten hoch auf einem Hügel über dem Fluss ein Kastell. Die Gegend wurde später von den Kelten besiedelt. Erstmals urkundlich erwähnt wurde die Stadt als Villa de Comite („Stadt des Grafen“ = Vila do Conde) im Jahre 953. Dom Sancho schenkte sie im Jahre 1209 seiner königlichen Geliebten Ribeirinha (Dona Maria Paes Ribeira).
Im 15. und 16. Jahrhundert hatte sich der Hafen der Stadt zu einem der bedeutendsten des Landes entwickelt. Demgemäß wurde 1487 in Vila do Conde ein königliches Zollamt (Alfândega Régia) eingerichtet. Der rege Schiffsverkehr führte dazu, dass nahe der Mündung des Rio Ave zahlreiche Werften entstanden.
Um 1500 wurde Vila do Conde durch König Manuel I. zur Vila (Kleinstadt) erhoben; im Jahre 1988 wurde Vila do Conde der Status einer Stadt (Cidade) verliehen.

### Sehenswürdigkeiten und Kultur
An der Stelle des ehemaligen römischen Kastells und vermutlich der späteren gräflichen Burg steht heute das 1318 gestiftete Mosteiro de Santa Clara, ein ehemaliges Karmelitinnenkloster. An der Apsis des Klosters endet das 7 km lange, auf 999 Bögen von 1705 bis 1714 errichtete Aquädukt, das von Terroso in den Bergen bei Póvoa de Varzim hierher führt und auf weiten Strecken noch sehr gut erhalten ist.
In der Stadtmitte, am Markt, steht die Pfarrkirche (port.: Igreja Matriz) São João Baptista (St. Johannes der Täufer). Über einem kreuzförmigen Grundriss mit Seitenapsiden und Zinnenkranz wurde die Kirche ab 1500/1514 errichtet. Das linke Seitenschiff wird flankiert von einem mächtigen, breiten Glockenturm.
Vor der Kirche steht ein Pelourinho (Schandpfahl) mit gedrehtem Säulenschaft und kündet mit dem Arm der Gerechtigkeit an der Spitze der Säule von der Macht des Staates. Ganz in der Nähe ist eine kleine Kapelle mit fliesengeschmückter Fassade zu besichtigen.
Etwa sechs Kilometer östlich von Vila do Conde, bei der Siedlung Vila Fria, liegen die Einsiedlerhöhlen von Sabariz.
Seit 1993 findet hier das jährliche Kurzfilmfestival Curtas Vila do Conde statt, das inzwischen zu einem Musik-, Kunst- und Kulturfestival angewachsen ist.
Das vom Architekten Álvaro Siza Vieira entworfene Gebäude der Banco Borges e Irmão (BBI) wurde 1988 mit dem Mies van der Rohe Award for European Architecture ausgezeichnet.

### Sport
Vila do Conde ist die Heimatstadt des Fußballvereins Rio Ave FC, der seit der Saison 2007/2008 in der höchsten portugiesischen Liga spielt.

### Galerie

Bilder der Stadt
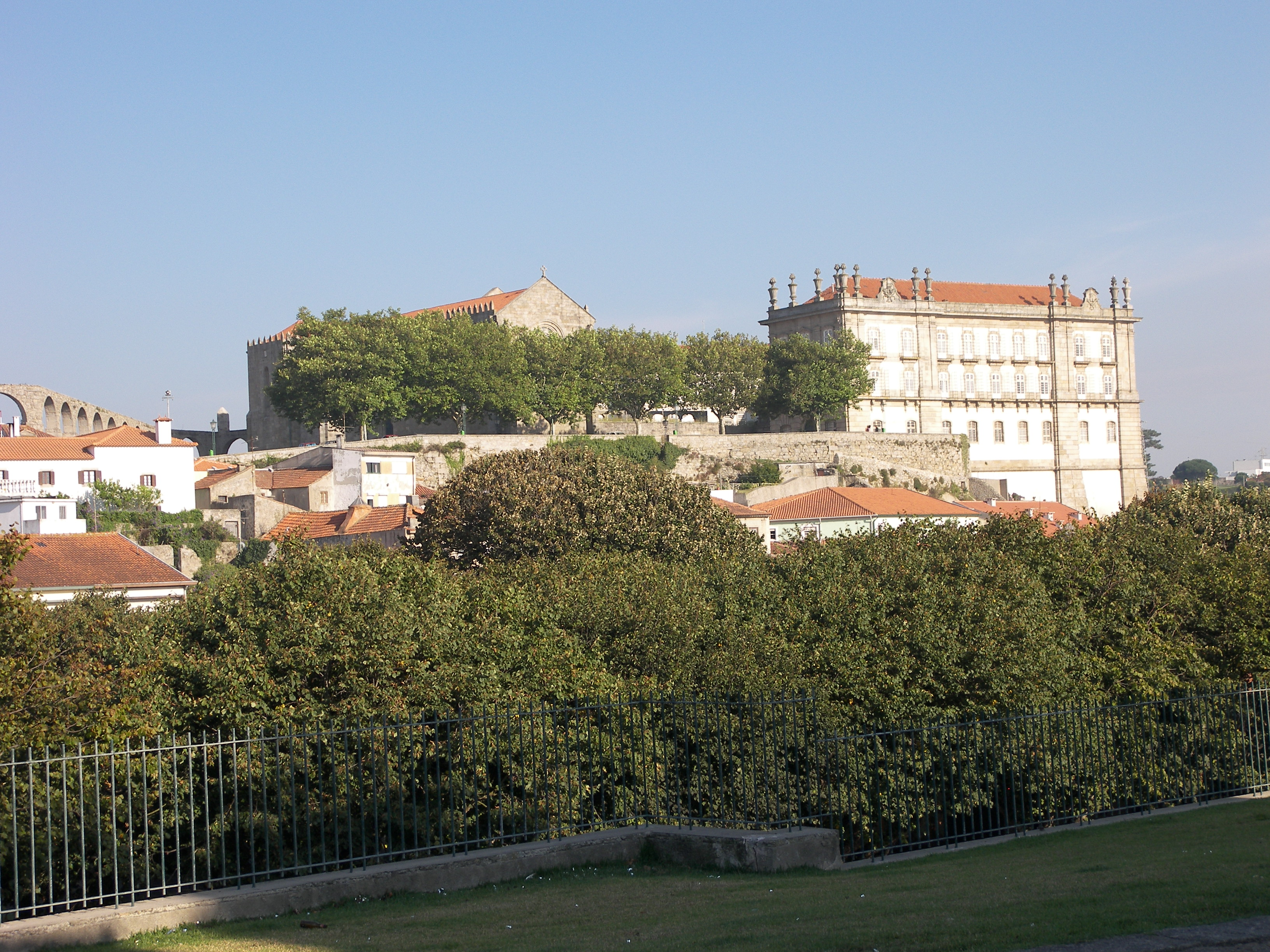
Mosteiro de Santa Clara
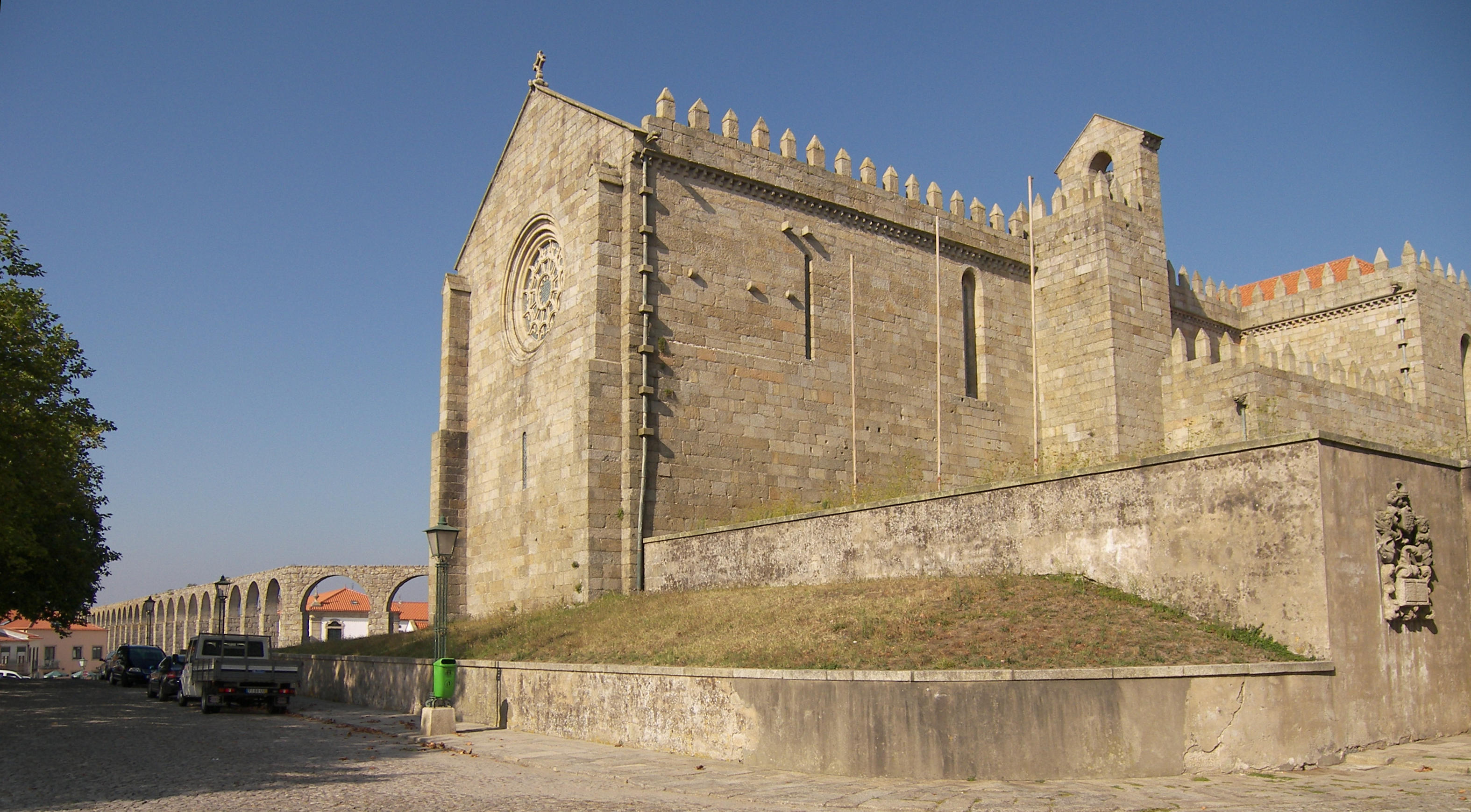
Mosteiro de Santa Clara
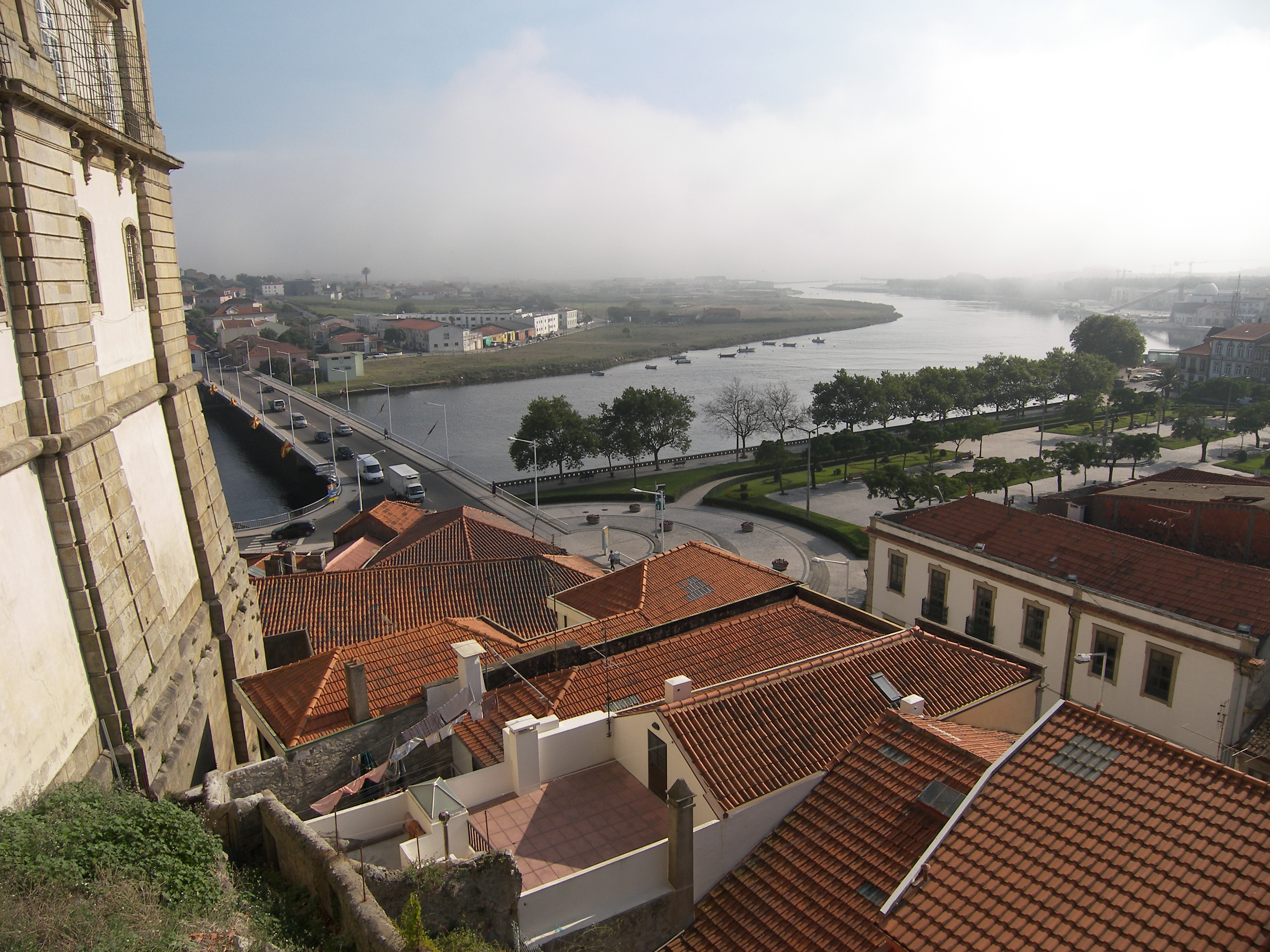
Blick auf den Rio Ave vom Mosteiro
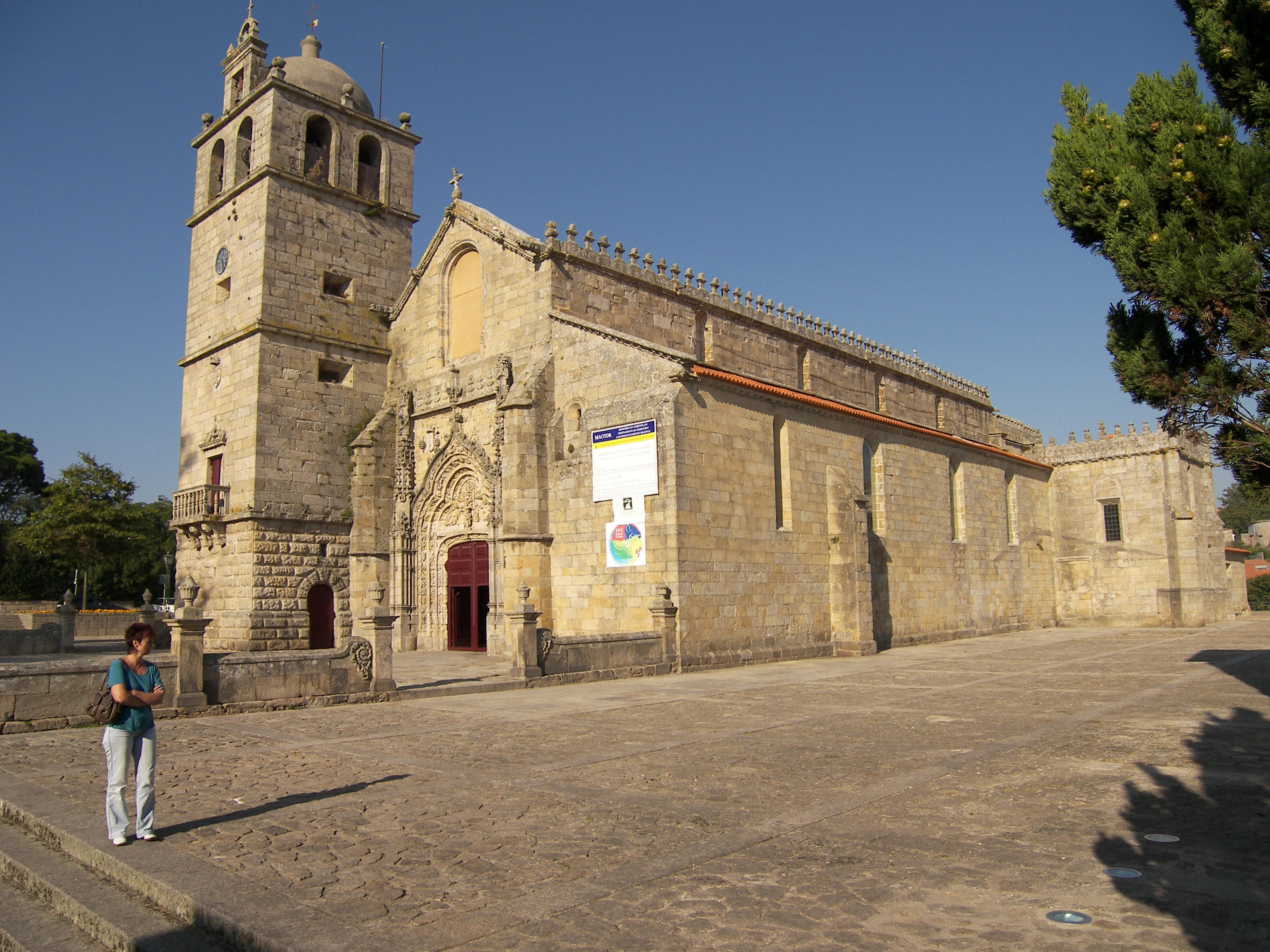
Pfarrkirche
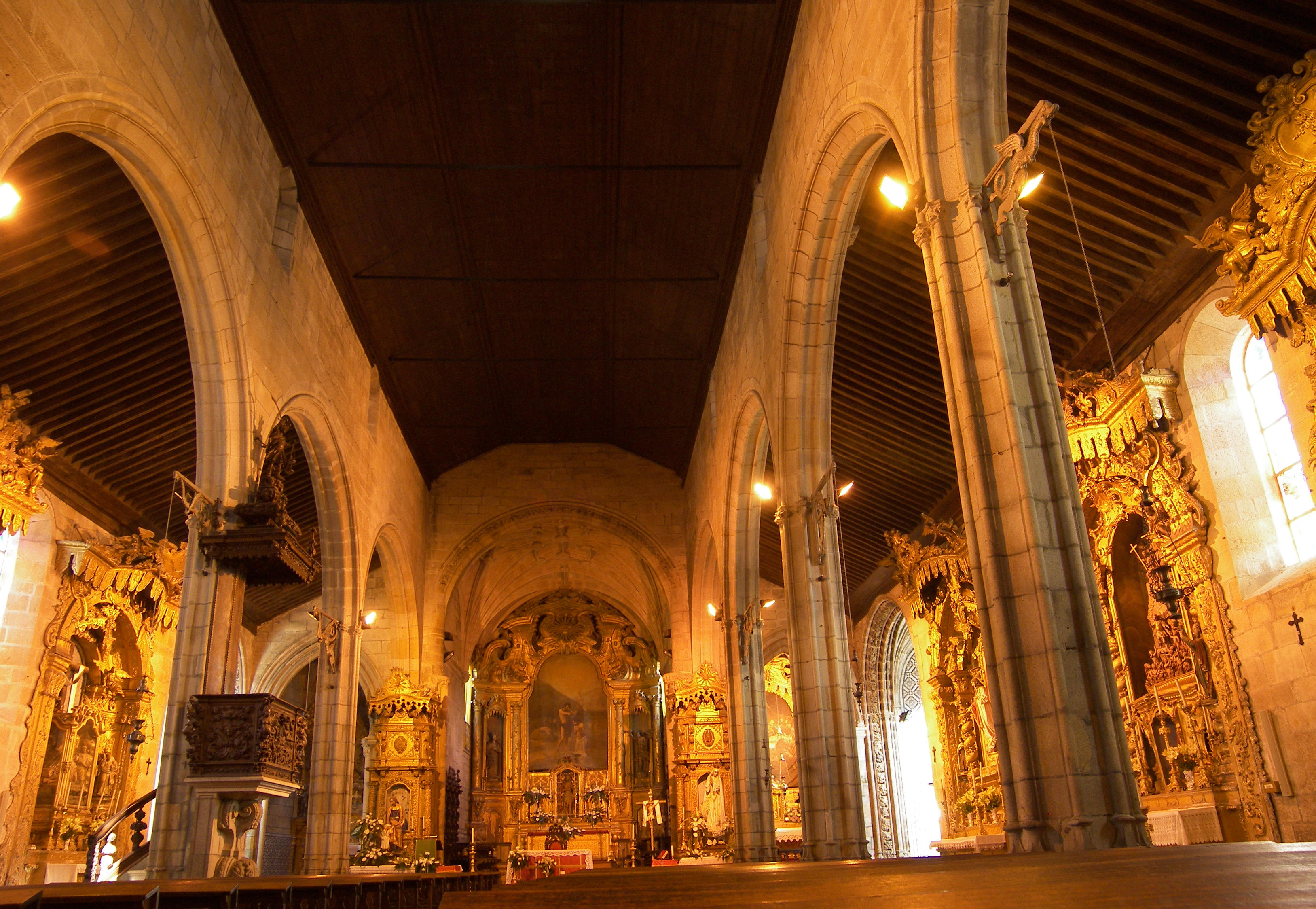
Pfarrkirche – Innenansicht
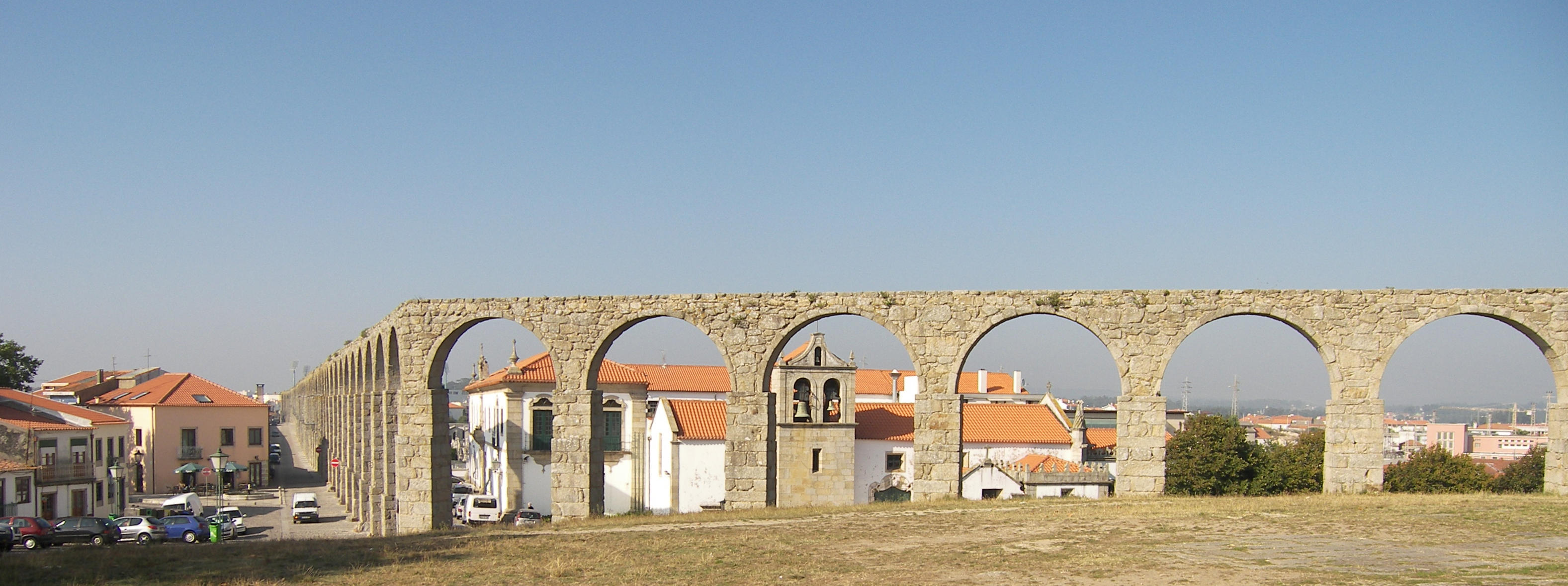
Aquädukt
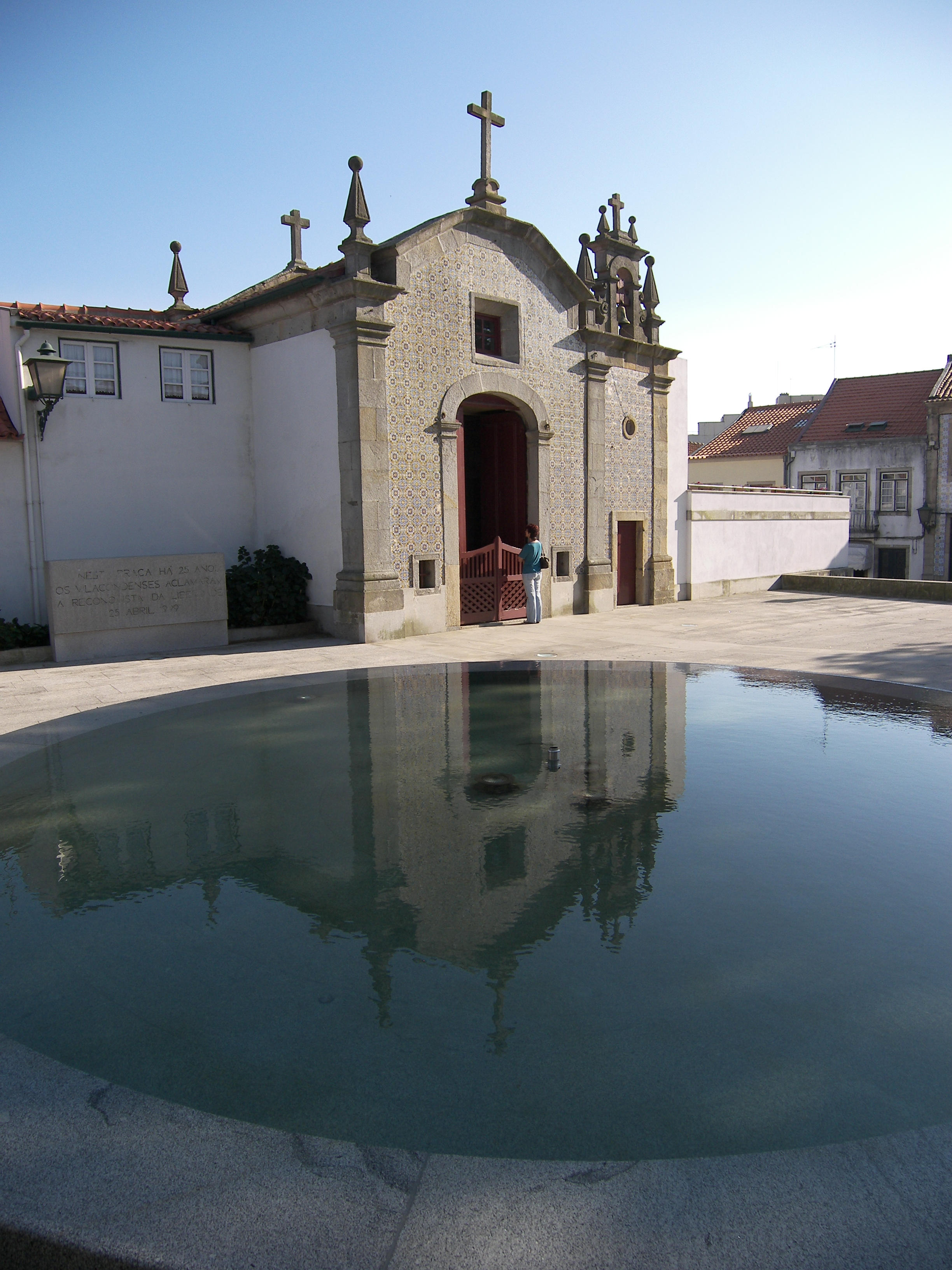
Kapelle bei der Pfarrkirche
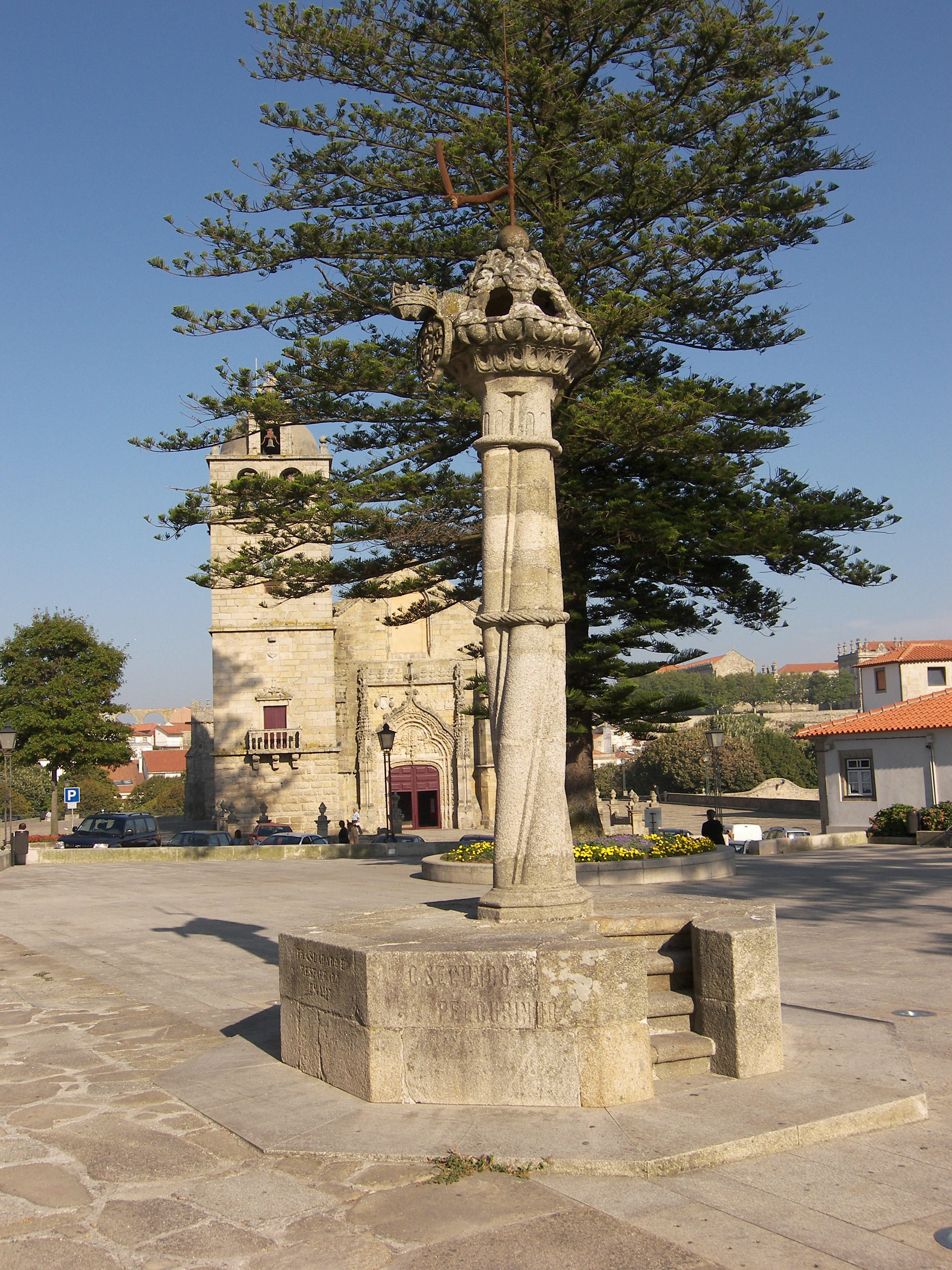
Pelourinho vor der Pfarrkirche

## Verwaltung

### Der Kreis
Vila do Conde ist Sitz des gleichnamigen Kreises. Die Nachbarkreise sind (im Uhrzeigersinn im Norden beginnend): Póvoa de Varzim, Vila Nova de Famalicão, Trofa, Maia, Matosinhos. Im Westen liegt der Atlantische Ozean.
Mit der Gebietsreform im September 2013 wurden mehrere Gemeinden zu neuen Gemeinden zusammengefasst, sodass sich die Zahl der Gemeinden von zuvor 30 auf 21 verringerte.
Die folgenden Gemeinden (freguesias) liegen im Kreis Vila do Conde:

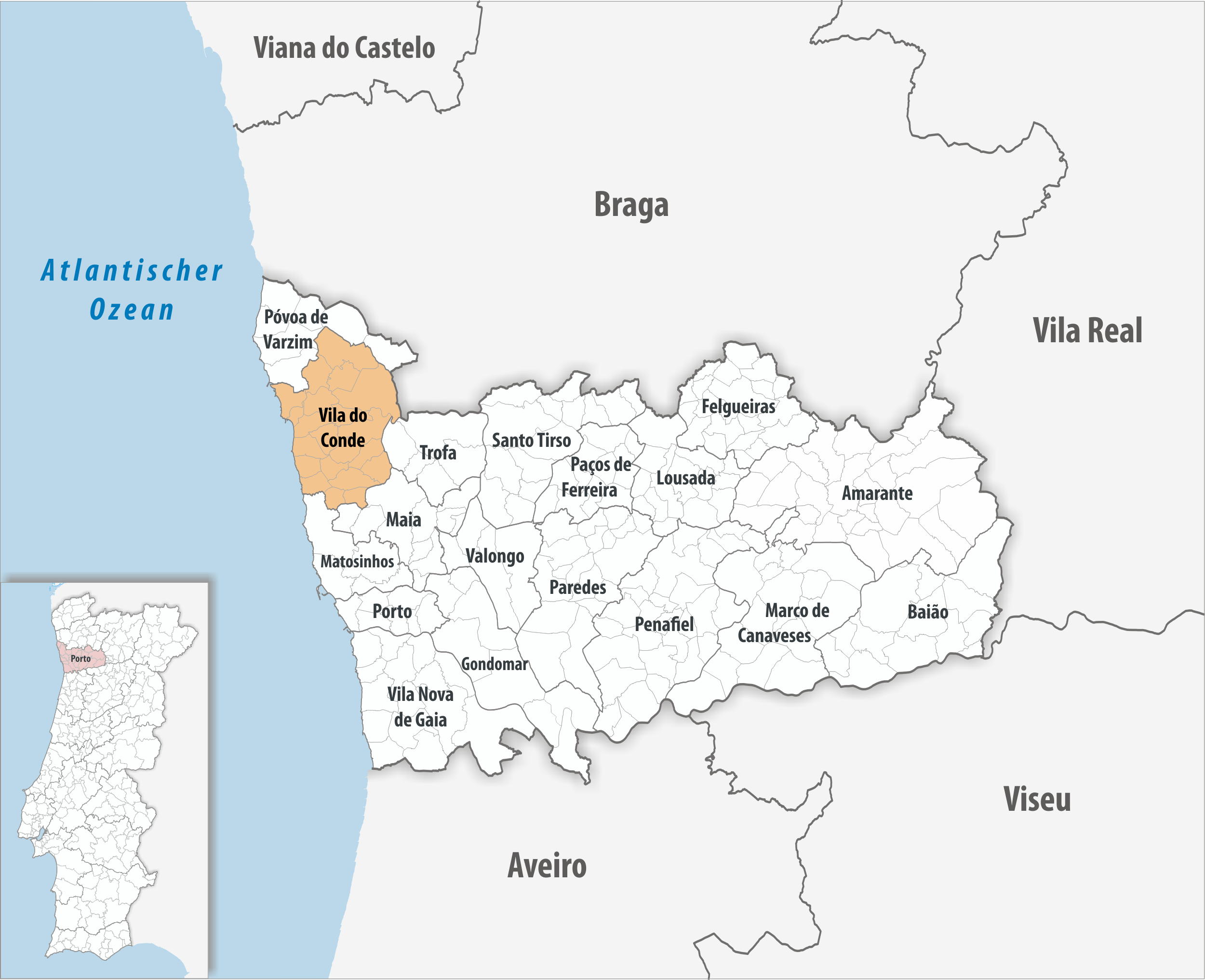
Kreis Vila do Conde

| Gemeinde                                  | Einwohner (2021) | Fläche km² | Dichte Einw./km² | LAU- Code |
| ----------------------------------------- | ---------------- | ---------- | ---------------- | --------- |
| Árvore                                    | 5.569            | 6,56       | 849              | 131602    |
| Aveleda                                   | 1.224            | 3,70       | 331              | 131603    |
| Azurara                                   | 2.367            | 2,16       | 1.094            | 131604    |
| Bagunte, Ferreiró, Outeiro Maior e Parada | 2.662            | 21,86      | 122              | 131631    |
| Fajozes                                   | 1.637            | 5,96       | 275              | 131607    |
| Fornelo e Vairão                          | 2.411            | 10,85      | 222              | 131632    |
| Gião                                      | 1.659            | 5,66       | 293              | 131610    |
| Guilhabreu                                | 2.190            | 6,46       | 339              | 131611    |
| Junqueira                                 | 1.917            | 6,83       | 281              | 131612    |
| Labruge                                   | 3.000            | 5,07       | 592              | 131613    |
| Macieira da Maia                          | 2.491            | 5,93       | 420              | 131614    |
| Malta e Canidelo                          | 2.221            | 5,47       | 406              | 131633    |
| Mindelo                                   | 3.988            | 5,74       | 695              | 131616    |
| Modivas                                   | 1.764            | 4,10       | 430              | 131617    |
| Retorta e Tougues                         | 2.044            | 6,55       | 312              | 131634    |
| Rio Mau e Arcos                           | 2.643            | 15,70      | 168              | 131635    |
| Touguinha e Touguinhó                     | 3.346            | 7,72       | 433              | 131636    |
| Vila Chã                                  | 3.404            | 4,81       | 707              | 131627    |
| Vila do Conde                             | 29.328           | 6,78       | 4.326            | 131628    |
| Vilar e Mosteiró                          | 2.398            | 7,33       | 327              | 131637    |
| Vilar de Pinheiro                         | 2.562            | 3,78       | 677              | 131630    |
| Kreis Vila do Conde                       | 80.825           | 149,02     | 542              | 1316      |

### Bevölkerungsentwicklung
| Einwohnerzahl im Kreis Vila do Conde (1801–2011) | Einwohnerzahl im Kreis Vila do Conde (1801–2011) | Einwohnerzahl im Kreis Vila do Conde (1801–2011) | Einwohnerzahl im Kreis Vila do Conde (1801–2011) | Einwohnerzahl im Kreis Vila do Conde (1801–2011) | Einwohnerzahl im Kreis Vila do Conde (1801–2011) | Einwohnerzahl im Kreis Vila do Conde (1801–2011) | Einwohnerzahl im Kreis Vila do Conde (1801–2011) | Einwohnerzahl im Kreis Vila do Conde (1801–2011) |
| ------------------------------------------------ | ------------------------------------------------ | ------------------------------------------------ | ------------------------------------------------ | ------------------------------------------------ | ------------------------------------------------ | ------------------------------------------------ | ------------------------------------------------ | ------------------------------------------------ |
| 1801                                             | 1849                                             | 1900                                             | 1930                                             | 1960                                             | 1981                                             | 1991                                             | 2001                                             | 2011                                             |
| 3623                                             | 17.781                                           | 27.366                                           | 34.116                                           | 48.806                                           | 64.402                                           | 64.836                                           | 74.391                                           | 79.390                                           |

### Kommunaler Feiertag
- 24. Juni: Patronatsfest des Stadtpatrons, des hl. Johannes des Täufers

### Städtepartnerschaften
- Spanien: El Ferrol (seit 1973)
- Brasilien: Olinda (seit 1983)
- Frankreich: Le Cannet (seit 1987)
- Portugal: Portalegre (seit 1994)
- Kap Verde: Mindelo (in Anbahnung)
- Guinea-Bissau: Mansôa (in Anbahnung)
- São Tomé und Príncipe: Lobata (in Anbahnung)[5]

## Persönlichkeiten

### Söhne und Töchter der Stadt
- Emmanuel Sá (1530–1596), Theologe und Hochschullehrer
- José António de Azevedo Lemos (1786–1870), absolutistischer General im Miguelistenkrieg
- António Bento Martins Júnior (1881–1963), Erzbischof von Braga
- José Régio (1901–1969), Schriftsteller und Romancier
- Júlio Maria dos Reis Pereira (1902–1983), Maler und Lyriker
- Albino Aroso (1923–2013), Arzt und Politiker
- António André (* 1957), Fußballspieler
- Manuela Azevedo (* 1970), Pop/Rock-Sängerin
- Paulinho Santos (* 1970), Fußballspieler
- José Azevedo (* 1973), Radrennfahrer
- Edite Fernandes (* 1979), Fußballspielerin
- José Carlos Coentrão Marafona (* 1987), Fußballtorwart
- Vítor Gomes (* 1987), Fußballspieler
- Fábio Coentrão (* 1988), Fußballspieler
- Yazalde Gomes Pinto (* 1988), Fußballspieler
- André André (* 1989), Fußballspieler
- Fábio Faria (* 1989), Fußballspieler
- José Pedro Gomes (* 1994), Volleyballspieler
- Raquel Queirós (* 2000), Mountainbikerin

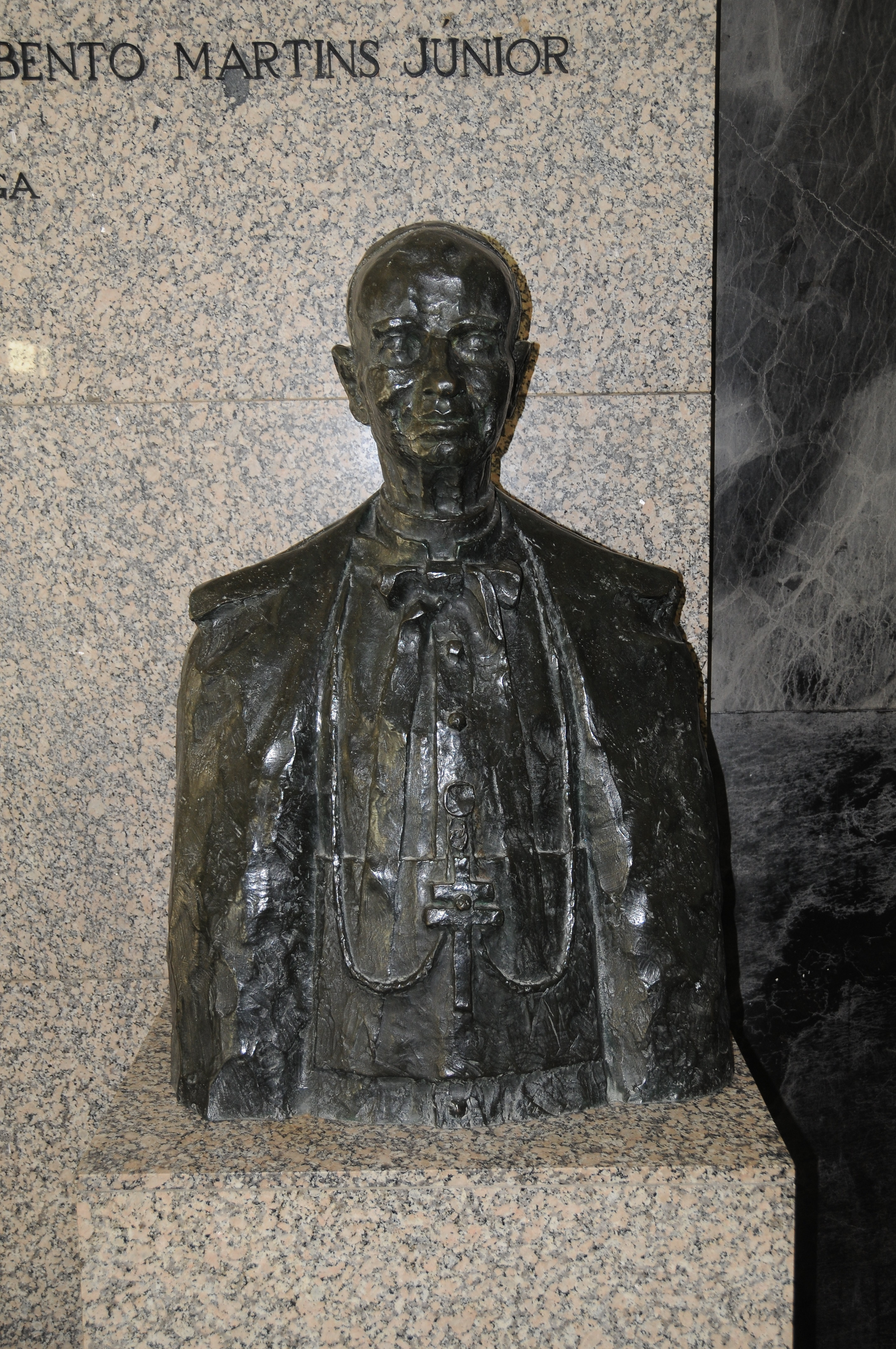
Büste des António Bento Martins Junior
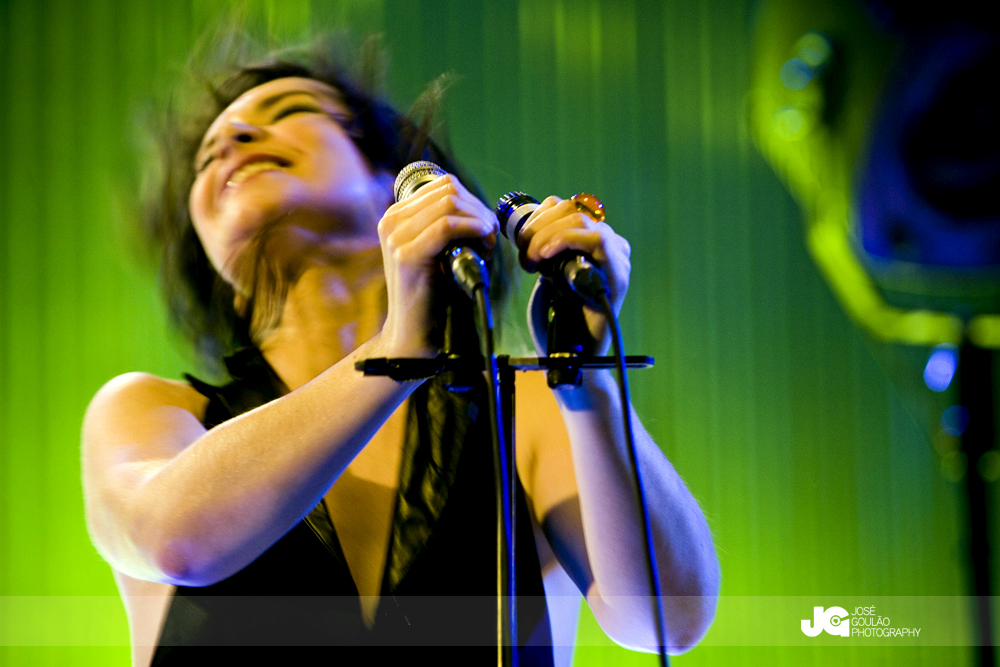
Manuela Azevedo, live 2007
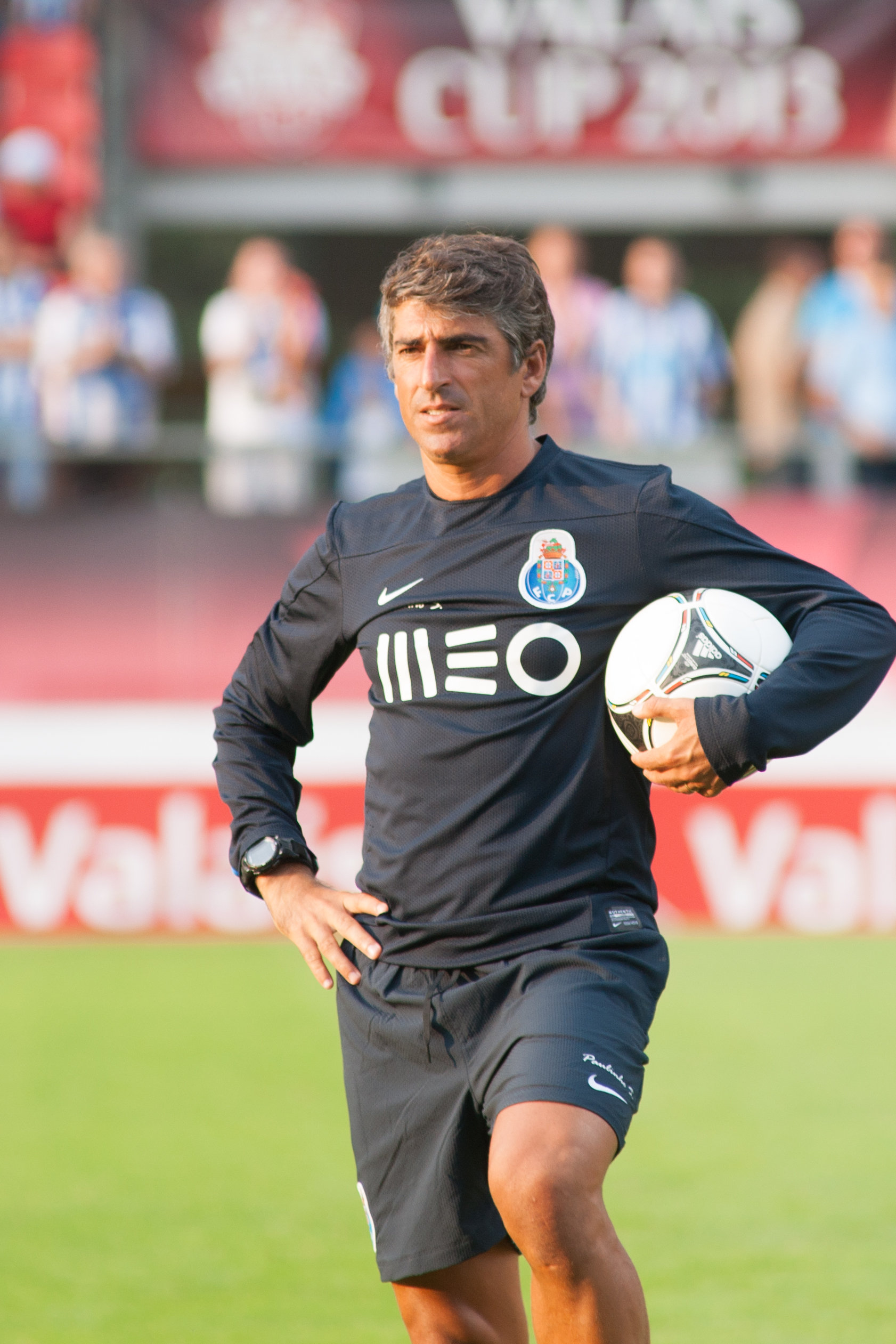
Paulinho Santos als Co-Trainer beim FC Porto (2013)
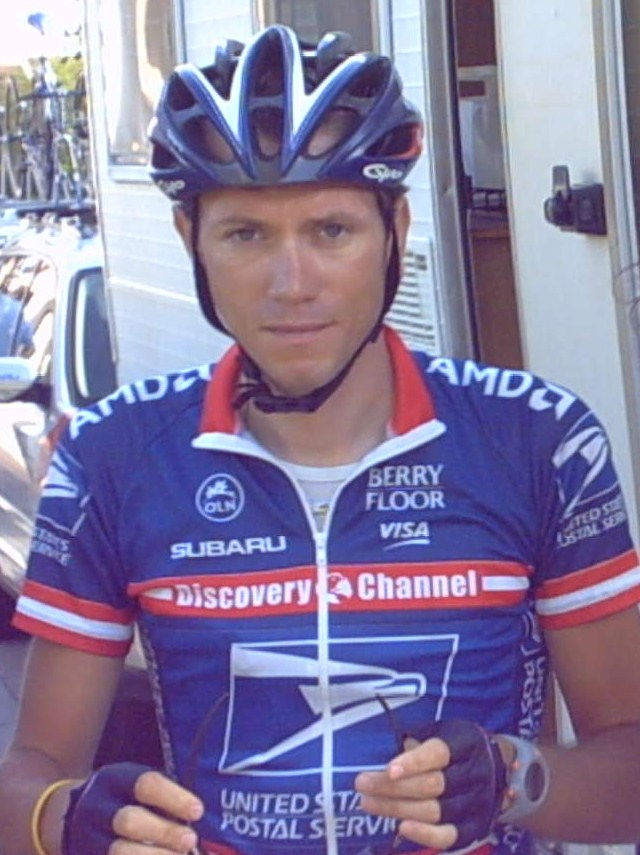
José Azevedo (2004)
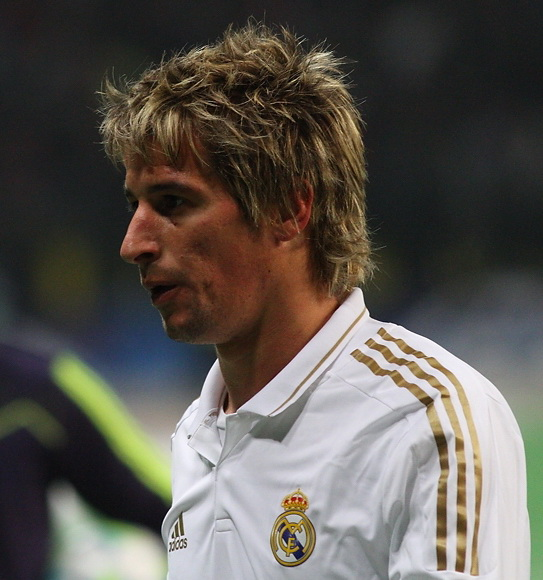
Fábio Coentrão im Trikot von Real Madrid (2012)

### Mit Vila do Conde verbunden
- Gomes Eanes de Azurara (um 1410–1474), Historiker, geboren in Azurara, der südlich des Rio Ave gelegenen Vorstadt von Vila do Conde, erhielt an einer Klosterschule in Vila do Conde seine erste Ausbildung.
- Antero de Quental (1842–1891), Dichter und Sozialreformer, verbrachte das letzte Jahrzehnt seines Lebens, von 1881 an, in Vila do Conde.
- Robert Delaunay und Sonia Delaunay-Terk (1885–1979) lebten von 1915 bis 1917 in Vila do Conde.[6]
- José Mourinho (* 1963), Fußballspieler und Fußballtrainer, spielte von 1980 bis 1982 für den Rio Ave FC.